# さくらリンク
『さくらリンク』は、河南あすかによる日本の4コマ漫画作品。『まんがぱれっとLite』（一迅社）（Vol.12までの誌名は『まんが4コマKINGSぱれっとLite』）誌上で連載され、その後は舞台を生徒会に移した続編に当たる『少女えーす!』が連載された。
「さくら基地」に住む女子高生たちを中心に、女の子たちのスクールライフを描く4コマ漫画。

## 登場人物

### 高等部
霧島桜
面白そうな学校、という理由で舞台となる学校に転校してきた筋金入りの面白いこと好き。
面白いことのためなら労力は惜しまない性分。
しいの作成した張り紙を見て「さくら基地」のルームメイトになる。
しいに誘われてサバゲーに参加するようになり、つばめに誘われて即売会などのイベントにも参加するようになる。
そのため週末には常に何かしらのイベントがあり、非常に充実した日々を送っている。
行動力がある上に、思った事はなんでも口にするため、無意識のうちに自然と周囲の人間をいい意味で変化させる。
時間のかかりそうな計画については「五十年計画」を持ちだす。
暁椎
さくらのルームメイトでクラスメイト。
サバゲー好きで、それ以外は面倒臭がり。
勉強をはじめ、何かと適当な性格だが、サバゲーに関しては精力的に行動する。
さくらが来るまではつばめとはお互いの趣味に干渉していなかったが、さくらに誘われる形でイベントにも参加するようになった。
また、普段から事あるごとにコスプレをさせられることも。
春日燕
普段からメイドの格好をするほどのコスプレ好き。
同人活動を積極的に行っており、サークル名は「スワロー☆テイル」。
メイドさんの（健全）サークルで、無料配布グッズやコスプレ衣装も自作する。
以前は「ビクトリアン☆スワロー」というペンネームだったが、現在は本名で活動している。
料理も好きで頻繁に腕を振るうが、「つばめ風破壊料理（工作）」と揶揄される腕前。
さくらたちとはルームメイトだが、学校のクラスは違う。
さくらが来てからはサバゲーにも参加するようになった。
実はクラス委員。
千歳葵
生徒会役員でクラス委員長。さくらたちとは同じクラス。
重度の鉄道マニア。
文化祭のクラスの実行委員長をした際に同じく実行委員長だったつばめと出会い、それをきっかけにさくらたちとも親しくなる。
作者曰く「キリッとした娘を…のはずが崩壊」とあるように、つばめに心酔しており、彼女絡みだと顔がすぐに緩む。
つばめに誘われて同人誌を作成するようになった。
秋風エリン
無口で誰とも話さない遊ばない、騒がしいの嫌い　お祭り嫌い　無駄が嫌いの生徒会書記。
成績優秀でスポーツ万能で礼儀正しい。
見事なまでにさくらと正反対であり、葵の堕落した原因がさくらたちと一緒にいるようになったことだと思っているため、さくらを敵視している。
しかし、当のさくらからは好意的に接されているため、なし崩し的に一緒に行動することが多くなっている。
つばめの料理を平然と食べることのできる舌の持ち主。
葵の同人誌に寄稿する際、「特殊狭軌」について書くと言っていたため、葵と同様に鉄道マニアと思われる。
実は可愛い物好き。
1日3回お風呂に入るお風呂好きで、当前温泉好き。
祖母がイギリス人のクォーター。
睦月蓮
つばめの幼馴染の演劇部員。
見た目は可愛い女の子だが、実は男の子。
演劇の勉強・可愛い制服が好きのため、よく女装をしている。
ちなみに演劇部と放送部とマン研と手芸部と料理研究会に所属している。
山本白雪
現在の高等部の生徒会長。
前任者の那智の指名で生徒会長になった。
「似合うから」という理由で猫耳を付けている。
あまり人前には現れず、こっそり仕事をこなしているが、人前に出る仕事はエリンにやらせる。
成績はトップでやる時はやる人なのだが、どこかつかみどころが無い。
那智に告白をしたが、振られた過去がある。
楽しいこと好きのため、さくらとは非常に気が合う。

### 大学部
早瀬那智
桜たちの隣の部屋の住人で大学部。
ミリオタで、しいにサバゲーを教えた張本人でもある。
サバゲの腕はイマイチだが、サバゲーの道具やフィギアを集めるため、部屋はおもちゃ倉庫のようになっており、引っ越したばかりの頃のしいをごまかす形で彼女の部屋に荷物を置くようになった。
女の子が好きで、特にルームメイトの瑞穂が大好き。
自ら瑞穂に干渉しないが、瑞穂から来る分には無問題らしい。
ホームセンター好きでもある。
実は高等部の前生徒会長だった。
藤波瑞穂
那智のルームメイトで同じく大学部。
実は同人サークルのメンバーで、同人誌を作成しているのだが、その事はさくらが知るまでは誰も知らなかった。
イベントではかなり繁盛している大手サークルさんで、高速でトーン貼りをしたり、締めきり前に余裕で原稿を終わらせるなど腕も確か。
ちなみにアナログ原稿派。
メンバー中数少ない落ち着いたまともそうな人だが、那智との仲を「大人になると分かる」と発言するなど、まともでないところもある。

## 単行本
一迅社より「4コマKINGSぱれっとコミックス」として刊行。
1. 2009年11月5日発行 ISBN 978-4-7580-8063-7
2. 2010年11月5日発行 ISBN 978-4-7580-8098-9

## 同人誌
自費出版の同人誌として一迅社からの単行本に収録されなかった部分などが発行。
　1. 2011年8月14日発行 さくらリンク＋ 32P
　2. 2012年8月12日発行 さくらリンク＋2 28P
　3. 2010年8月15日発行 さくらリンク えくすぱんしょん3 28P
　4. 2013年8月13日発行 少女えーす！完全版 96P